# Wädenswiler Berg
Der Wädenswiler Berg oder Wädenswilerberg ist ein bäuerlich geprägter Ortsteil der Stadt Wädenswil im Kanton Zürich.

## Geographie

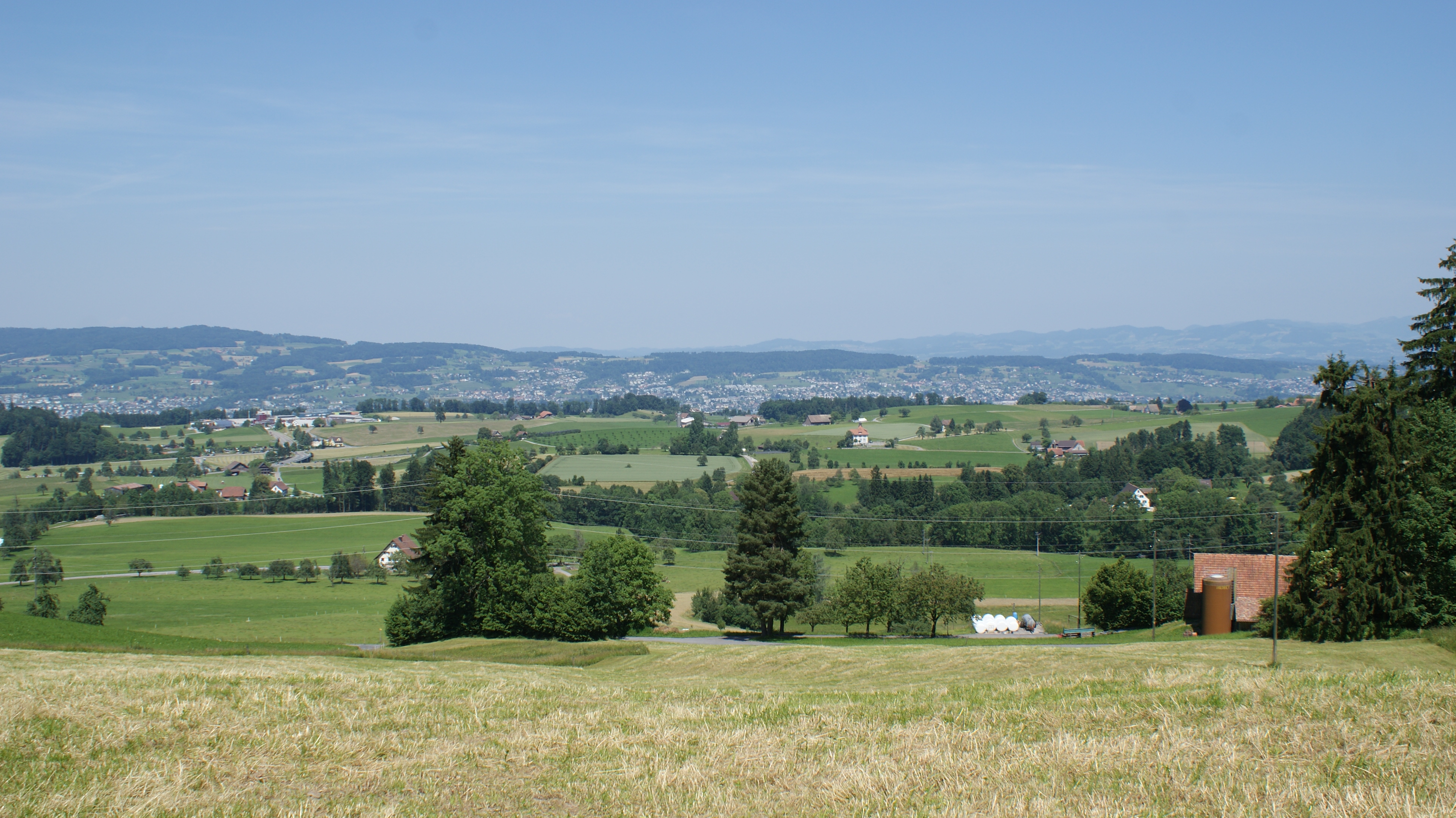
Panorama des Wädenswiler Bergs von oberhalb des Stockenweidlis mit Sicht auf die Örtlichkeiten Neubüel und Stocken

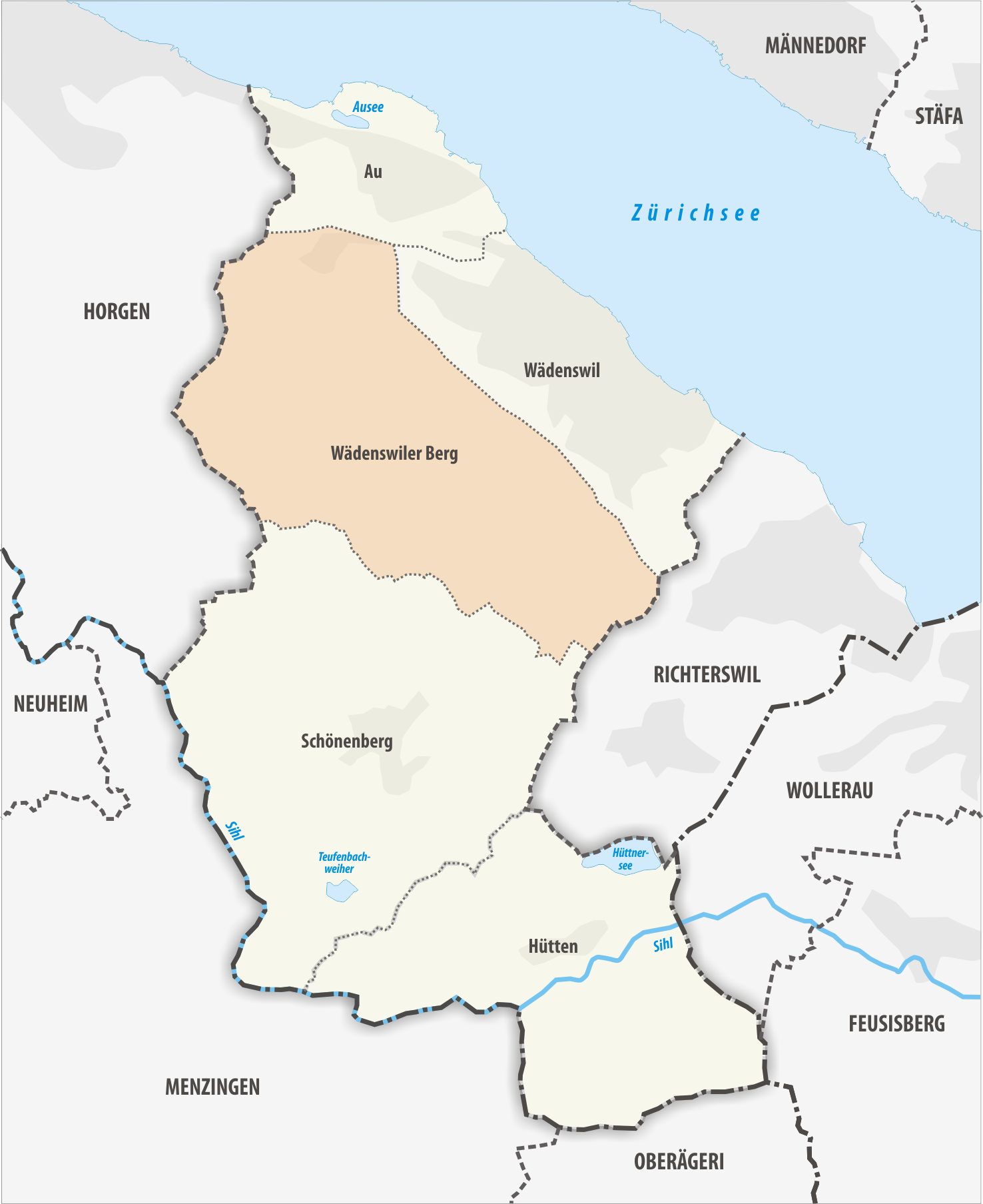
Wädenswiler Berg

Die ausgedehnte Streusiedlung liegt auf einem hügeligen Plateau über der Stadt (Ortsteil Wädenswil) und dem Zürichsee. Vom einst ausgedehnten Waldgebiet sind aufgrund von Rodungen im Mittelalter und der frühen Neuzeit nur wenige Reste übrig geblieben. Im Wädenswiler Berg entspringen unter anderem der Aabach und der Reidbach, beide mehrere Kilometer lang.
Die grössten Weiler sind Herrlisberg, Feld, Burstel, Langrüti, Oedischwänd, Himmeri, Beichlen, Waggital, Neuguet und Stocken. Die Autobahn A3 kreuzt sich hier mit der Hirzelpassstrasse. Im Wädenswiler Berg liegen neben der grossen Gewerbe- und Einkaufszone Hinter-Rüti am Ortseingang von Wädenswil mehrere Einkaufsgeschäfte und Restaurants, die Autobahnraststätte Herrlisberg,  ein Schulhaus, eine Kapelle, der Fussballplatz des FC Wädenswil in der Beichlen, ein Tenniszentrum im Neubüel sowie der Bachgadenweiher mit Badeplatz. Der Wädenswiler Berg ist als Gebietsname in swissNAMES3D kartiert.

## Bevölkerung
2009 lebten im Wädenswiler Berg 789 Einwohner.
Der Wädenswiler Berg besitzt einen Quartierverein, der sich um die Interessen der Bevölkerung des Wädenswiler Berges sorgt: Der Quartierverein Langrüti-Stocken  mit Präsident Martin Kälin.

## Verkehr
Die ZVV-Buslinie 128 verbindet den Wädenswiler Berg mit Wädenswil (Busstationen auf dem Wädenswiler Berg: Hintere Rüti West, Neubühl, Burstel, Chotten, Mugern, Schluchtal, Gisenrüti, Beichlen, Feld, Herrlisberg, Oedischwend, Chalchtaren, Hintere Rüti Ost). Der Wädenswiler Berg wird ebenfalls von der ZVV-Buslinien 150 und 160 bedient, welche PostAuto Schweiz im Auftrag der Sihltal-Zürich-Uetliberg-Bahn betreibt.
Vom Wädenswiler Berg aus führen Nebenstrassen nach Wädenswil, Au und Schönenberg. Der Wädenswiler Berg liegt an der Hirzelpassstrasse, welche nach Sihlbrugg führt. Der Wädenswiler Berg ist durch die Ausfahrten Wädenswil und Richterswil mit der Autobahn A3 Zürich–Chur erschlossen.

## Sehenswürdigkeiten

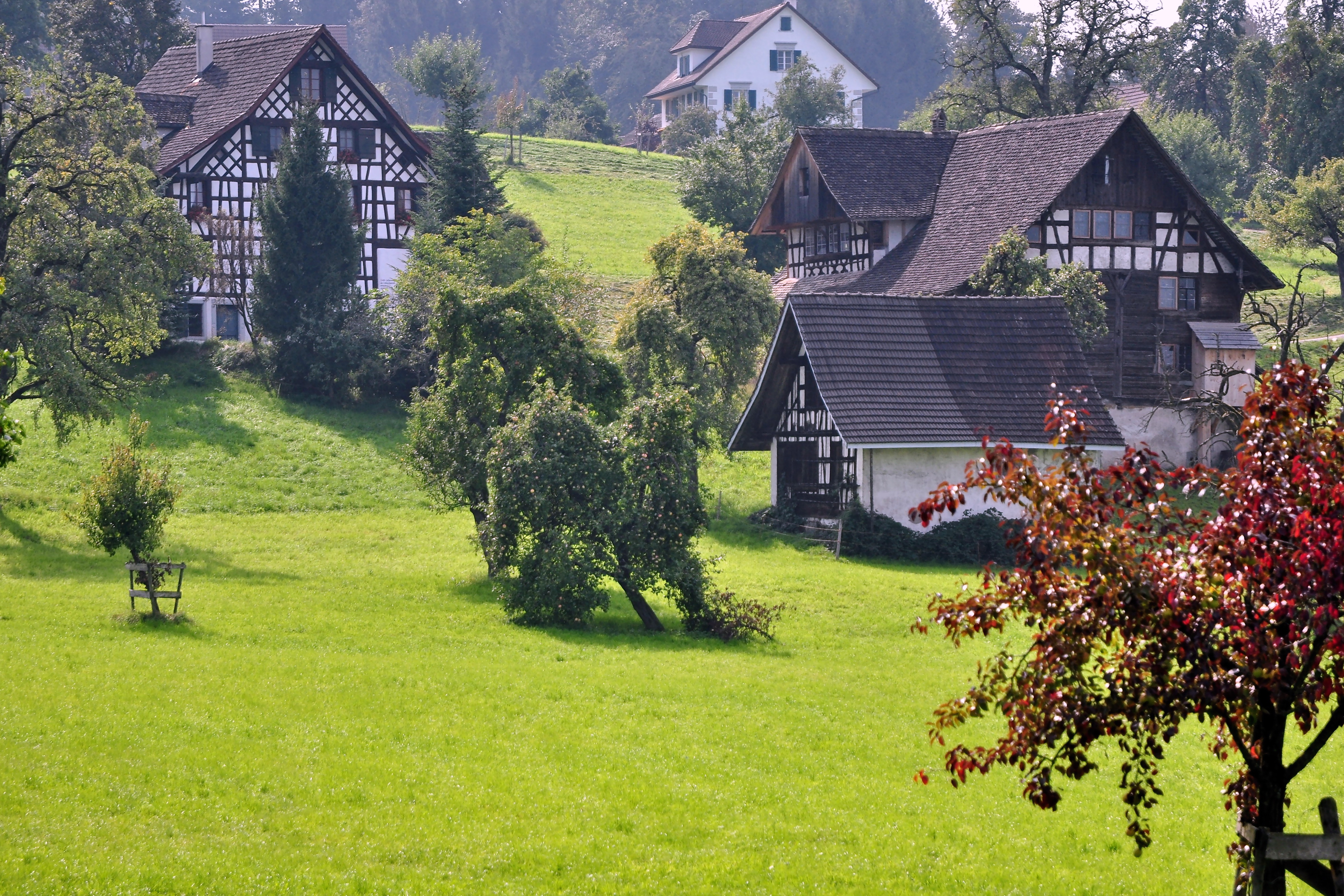
Der Hof Oedischwänd im Wädenswiler Berg

Die zahlreichen Bauernhöfe sind zum Teil bedeutende Zeugen des Zürcher Fachwerkstils. Der Furthof, ein Blockhaus von 1532, gehört zu den ältesten Häusern in Wädenswil und steht unweit des grössten Weilers Herrlisberg. Nahe davon liegt auch der Hof Oedischwänd mit prachtvollem barockem Fachwerkhaus von 1654.
An der Hirzelpassstrasse liegt der stattliche Weiler Burstel, dessen Hauptgebäude von 1690 stammt. Die Trotten und Nebengebäude wurden im Laufe des 18. und 19. Jahrhunderts erstellt. Das Strasshus ist ein herrschaftliches Barockhaus von 1709.
1956 wurde nach Plänen Ferdinand Pfammatters und Walter Riegers die katholische Kapelle St. Anna errichtet, die heute vor allem für Hochzeiten sehr beliebt ist. Das Farbglasfenster mit dem in der Schweiz selten zu sehenden Motiv des Christus in der Kelter stammt von Pater Karl Stadler aus dem Kloster Engelberg.

## Persönlichkeiten
- Ernst Stocker (* 1955), amtierender Regierungsrat des Kantons Zürich der SVP
- Andrew Bond (* 1965), Schweizer Musiker und Schriftsteller mit Fokus auf Kinderlieder